# Mitrej na Rožancu
Mitrej na Rožancu je primer klasične upodobitve Mitrovega darovanja, ko Mitra, klečeč na bikovem hrbtu, ubija mogočno žival.
Po legendi je Mitri, rojenemu iz skale, krokar prinesel stvarnikov nasvet, naj za odrešitev življenja na zemlji ujame in daruje belega bika. Ko je to storil, je iz razlite bikove krvi nastalo rastlinstvo, iz njegovega semena pa živalstvo. K umirajočemu biku se vzpenjajo njegov spremljevalec pes ter kača in škorpijon. Slednja želita kot poosebitvi sil zla uničiti porajajoče se življenje na zemlji. Prizor žrtvovanja spremljajo poosebitvi sonca in lune, simbola svetlobe in teme, ter svečenika Cautopates in Cautes.
Izjemen ambient mitreja pri Rožancu v gozdiču Judovje nad vasjo še bolj poudarja mistiko kulta. Relief je bil vklesan v steno opuščenega antičnega kamnoloma ob koncu 2. stoletja. Arheološko izkopavanje je pokazalo, da je bil originalni antični nivo prostora ob reliefu 75 cm nižji, ostanki kurišča pa pričajo, da so pri nekaterih obredih uporabljali tudi ogenj.
Spomenik v zadnjih desetletjih zaradi kislega dežja, mahov in lišajev hitro propada. O tem nas lahko prepriča primerjava s kopijo iz 1953, shranjena v Belokranjskem muzeju v Metliki.